# Берізка
Бері́зка (березка), пові́йка (Convolvulus L.) — рід багаторічних рослин родини берізкових, що включає близько 300 видів. Його представники — трав'янисті рослини або напівкущі, здебільшого із виткими стеблами; квітки дзвоникуваті.
Берізки ростуть по всій земній кулі (переважна більшість в Середземномор'ї). З них в Україні відомо сім видів, серед яких найпоширеніший — берізка польова з витким довгим стеблом, стрілоподібними листками і біло-рожевими квітками. Ця рослина є злісним бур'яном.